# Шамовка (Брянская область)
Шамовка — деревня в Климовском районе Брянской области Российской Федерации.

## География
Это населённый пункт находится на возвышенности на левом берегу реки Снов (правый приток реки Десны) в 10—12 км после её резкого поворота в верхнем течении с восточного на юго-западное как раз перед впадением в неё с востока её левого притока реки Соловы.

## История
Деревня Шамовка, ныне Климовского района Брянской области, возникла не позднее 17-го века в связи с событиями Смутного времени и по причине своего географического (при слиянии с запада и юга двух заболоченных рек) и военно-политического ("рубежного " между Московским царством и польско-литовской Речью Посполитой) положения в те времена в административном отношении была связана с древнейшим Стародубом, верстах в тридцати на северо-восток от неё и обосновавшимся в нём казачеством весьма разношёрстного состава. Казачья основа прослеживается и ныне в составе населения Шамовки (как и большинства населённых пунктов в округе) в говоре, песнях, пословицах, поговорках, а также в фамилиях большинства жителей, являющихся по сути кличками казаков — основателей деревни: это Деменок, Куст, Кучка, хотя в последнем случае из-за малороссийского происхождения тогдашней местной бюрократии конечная буква заменена в документах на «о». В настоящее время в составе носителей этих трёх фамилий есть группы семей, не могущих проследить родство с другими семьями или группами семей — носителями такой же фамилии. Вместе с тем к началу 21-го века наиболее многочисленной стала в Шамовке фамилия также явно казацкого происхождения, но появившаяся здесь в конце 19-го века, благодаря отмене крепостного права, от «приймака» из соседнего населённого пункта из-за реки. Фамилия эта — Дюбенок. У её обладателей чёрные волосы, смугловатая кожа и, особенно у мужчин, крючковатые носы «дюбки», что на местном наречии означает «клюв» — предположительно свидетельствуя о наличии кавказских генов и происхождении из среды терского казачества. В настоящее время в Шамовке около 40 жилых домов с постоянным населением, не менее трети из которых заселены пенсионерками-одиночками.

## Население
| 2010 | 2013 |
| ---- | ---- |
| 100  | ↘92  |